# P.J. Akeeagok

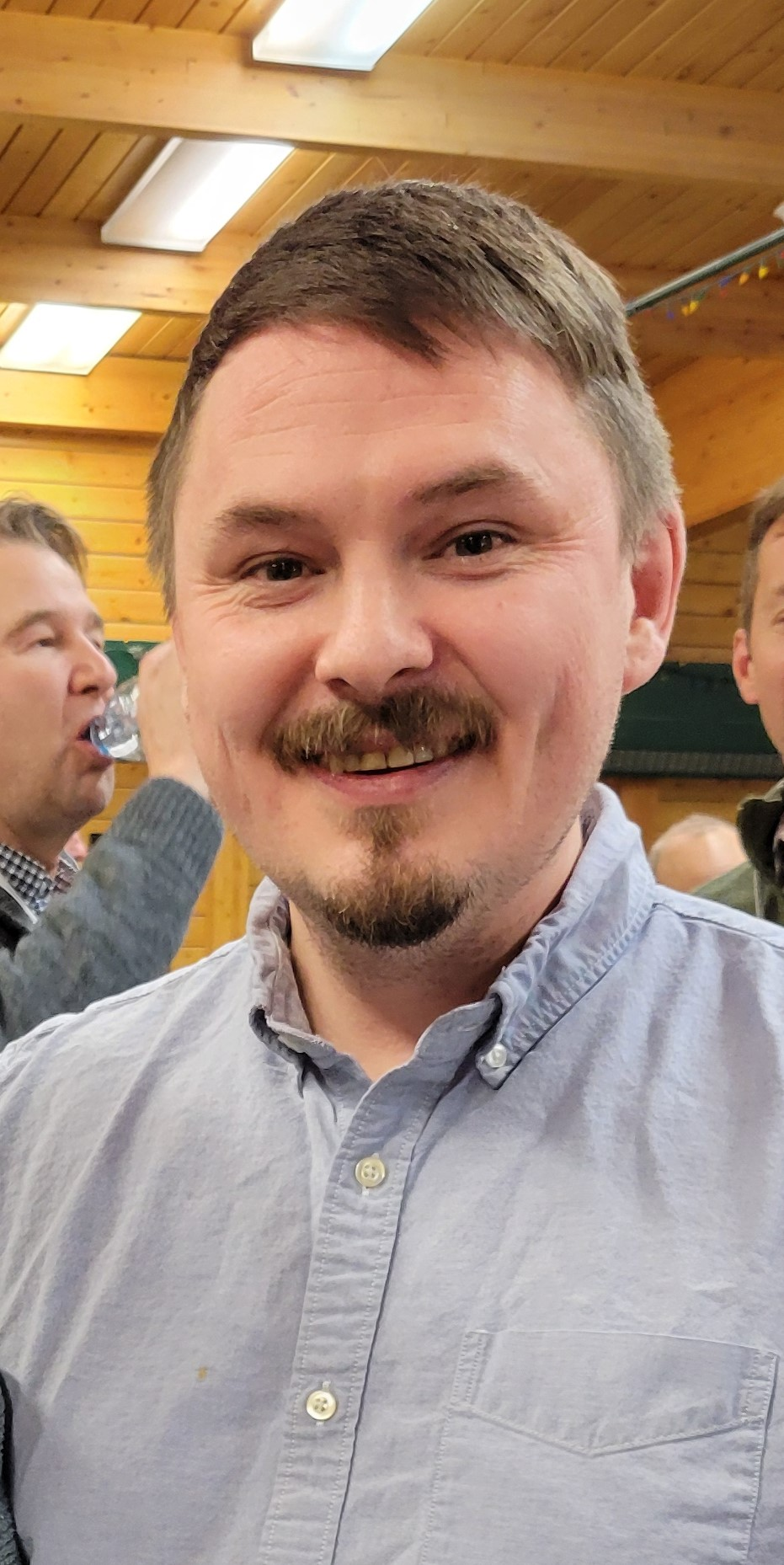
P.J. Akeeagok

Pauloosie Jamesie Akeeagok (Inuktitut ᐱᔭᐃ ᐊᕿᐊᕈᖅ, * 5. November 1984) ist ein kanadischer Politiker. Der Inuk ist seit 19. November 2021 der Premierminister des Territoriums Nunavut.

## Leben
Akeeagok wuchs in Grise Fiord auf. Seine Tante Pat Angnakak war Mitglied der Legislative Assembly of Nunavut für Iqaluit-Niaqunnguu. Sein Onkel David Akeeagok ist Mitglied der Legislative Assembly für Quttiktuq. Zuvor war er Präsident der Qikiqtani Inuit Association und trat im August 2021 von diesem Amt zurück, um sich auf den Wahlkampf als Premierminister vorzubereiten.
Er wurde am 17. November 2021 beim Nunavut Leadership Forum zum Premierminister gewählt und besiegte den amtierenden Premierminister Joe Savikataaq.